# La respuesta
"La respuesta" é uma canção da cantora norte-americana Becky G e do cantor colombiano Maluma, lançada pelas gravadoras Kemosabe, RCA e Sony Latin em 19 de abril de 2019. A faixa foi escrita por Becky G, Maluma e seu produtor Edgar Barrera, e co-produzida por Luis Barrera Jr. e Daniel Buitrago. O single é uma canção de reggaeton sobre empoderamento feminino e quebra de estereótipos de gênero. O videoclipe da canção foi dirigido por Daniel Duran.

## Lançamento
Becky G afirmou que a canção é "sobre libertar-se dos estereótipos" e que ela espera que "sirva para empoderar jovens mulheres". Esta é a segunda colaboração de Becky G e Maluma, após o remix de "Mala Mía", lançado em 2018. A canção foi descrita como um "hino de poder sobre a quebra de estereótipos".

## Videoclipe
O videoclipe foi lançado junto com a canção em 19 de abril. O site Idolator chamou-o de "inspiração retro" com "figurinos fofos" e "sets vibrantes".

## Desempenho nas tabelas musicais

### Paradas semanais
| Chart (2019)                               | Maior posição |
| ------------------------------------------ | ------------- |
| Argentina (Argentina Hot 100)              | 31            |
| Equador (National-Report)                  | 11            |
| Estados Unidos (Billboard Hot Latin Songs) | 13            |
| Hungria (Rádiós Top 40)                    | 7             |
| Venezuela (National-Report)                | 38            |